# Amadoni Kamolov
Amadoni Kamolov (in tagico Ҳамадонӣ Мирзошоевич Камолов?; Kulob, 16 gennaio 2003) è un calciatore tagiko, attaccante del Gol Gohar e della nazionale tagika.

## Caratteristiche tecniche
È un'ala.

## Carriera

### Club
Ha iniziato la propria carriera in patria, nelle file dell'Istiklol. Il 6 aprile 2021 si è trasferito in Spagna, al Rayo Majadahonda. Nell'estate 2023 si è trasferito al Paracuellos Antamira. Il 18 febbraio 2023 è stato ufficializzato il suo ritorno all'Istiklol.

### Nazionale
Ha debuttato in Nazionale maggiore il 16 novembre 2023, in Tagikistan-Giordania (1-1). Ha messo a segno le sue prime due reti con la selezione tagika il successivo 21 novembre, in Pakistan-Tagikistan (1-6), siglando il gol del momentaneo 0-1 al minuto 9 del primo tempo e quello del momentaneo 1-5 al minuto 66. Ha partecipato, con la selezione tagika, alla Coppa d'Asia 2023. È sceso in campo, inoltre, nelle qualificazioni ai Mondiali 2026.

## Statistiche

### Cronologia presenze e reti in nazionale
Statistiche aggiornate al 10 dicembre 2024.

| Cronologia completa delle presenze e delle reti in nazionale ― Tagikistan | Cronologia completa delle presenze e delle reti in nazionale ― Tagikistan | Cronologia completa delle presenze e delle reti in nazionale ― Tagikistan | Cronologia completa delle presenze e delle reti in nazionale ― Tagikistan | Cronologia completa delle presenze e delle reti in nazionale ― Tagikistan | Cronologia completa delle presenze e delle reti in nazionale ― Tagikistan | Cronologia completa delle presenze e delle reti in nazionale ― Tagikistan | Cronologia completa delle presenze e delle reti in nazionale ― Tagikistan |
| Data                                                                      | Città                                                                     | In casa                                                                   | Risultato                                                                 | Ospiti                                                                    | Competizione                                                              | Reti                                                                      | Note                                                                      |
| ------------------------------------------------------------------------- | ------------------------------------------------------------------------- | ------------------------------------------------------------------------- | ------------------------------------------------------------------------- | ------------------------------------------------------------------------- | ------------------------------------------------------------------------- | ------------------------------------------------------------------------- | ------------------------------------------------------------------------- |
| 16-11-2023                                                                | Dushanbe                                                                  | Tagikistan                                                                | 1 – 1                                                                     | Giordania                                                                 | Qual. Mondiali 2026                                                       | -                                                                         | 90+3’                                                                     |
| 21-11-2023                                                                | Islamabad                                                                 | Pakistan                                                                  | 1 – 6                                                                     | Tagikistan                                                                | Qual. Mondiali 2026                                                       | 2                                                                         | 84’                                                                       |
| 4-1-2024                                                                  | Abu Dhabi                                                                 | Hong Kong                                                                 | 1 – 2                                                                     | Tagikistan                                                                | Amichevole                                                                | -                                                                         |                                                                           |
| 13-1-2024                                                                 | Doha                                                                      | Cina                                                                      | 0 – 0                                                                     | Tagikistan                                                                | Coppa d'Asia 2023 - Gironi                                                | -                                                                         | 90+6’                                                                     |
| 17-1-2024                                                                 | Lusail                                                                    | Qatar                                                                     | 1 – 0                                                                     | Tagikistan                                                                | Coppa d'Asia 2023 - Gironi                                                | -                                                                         | 81’                                                                       |
| 21-3-2024                                                                 | Riyad                                                                     | Arabia Saudita                                                            | 1 – 0                                                                     | Tagikistan                                                                | Qual. Mondiali 2026                                                       | -                                                                         |                                                                           |
| 26-3-2024                                                                 | Dushanbe                                                                  | Tagikistan                                                                | 1 – 1                                                                     | Arabia Saudita                                                            | Qual. Mondiali 2026                                                       | -                                                                         | 87’                                                                       |
| 6-6-2024                                                                  | Amman                                                                     | Giordania                                                                 | 3 – 0                                                                     | Tagikistan                                                                | Qual. Mondiali 2026                                                       | -                                                                         | 90+7’                                                                     |
| 11-6-2024                                                                 | Dushanbe                                                                  | Tagikistan                                                                | 3 – 0                                                                     | Pakistan                                                                  | Qual. Mondiali 2026                                                       | 1                                                                         |                                                                           |
| 19-11-2024                                                                | Dushanbe                                                                  | Tagikistan                                                                | 3 – 1                                                                     | Afghanistan                                                               | Amichevole                                                                | -                                                                         | 83’                                                                       |
| Totale                                                                    |                                                                           | Presenze                                                                  | 10                                                                        |                                                                           | Reti                                                                      | 2                                                                         |                                                                           |

## Palmarès

### Club

#### Competizioni nazionali
- Campionato tagiko di calcio: 2

Istiklol: 2023, 2024
- Coppa del Tagikistan: 1

Istiklol: 2023
- Supercoppa del Tagikistan: 1

Istiklol: 2024